# ATP Cleveland 1981
L'ATP Cleveland 1981 è stato un torneo di tennis giocato sul cemento. È stata la 4ª edizione dell'ATP Cleveland, che fa parte del Volvo Grand Prix 1981. Si è giocato a Cleveland negli USA, dal 10 al 16 agosto 1981.

## Campioni

### Singolare
Gene Mayer ha battuto in finale  Dave Siegler con il punteggio di 6–1, 6–4

### Doppio
Erik Van Dillen /  Van Winitsky hanno battuto in finale  Syd Ball /  Ross Case con il punteggio di 6–4, 5–7, 7–5